# Once (série de televisão)
O11CE (O11ZE), no Brasil e em Portugal) é uma telenovela infanto-juvenil argentina produzida pela Pol-ka Producciones e Non Stop Producciones para o Disney XD América Latina, e exibida originalmente entre 13 de março de 2017 e 29 de novembro de 2019 em 3 temporadas. A história combina comédia e esporte. Foi protagonizada por Mariano González e Sebastián Athié.   
Em 11 de abril de 2017 a Disney renovou a novela para uma 2ª fase.
 no dia 12 de setembro de 2018 a Disney renovou a novela  para uma 3ª fase. 
No dia 30 de abril, a segunda temporada da novela foi ao ar no Disney Channel e Disney XD.
A 2ª parte foi lançada no dia 20 de agosto.
Em 15 de julho de 2019, estreou a 3ª temporada. Com 60 capítulos a temporada foi dividida em três partes de 20 capítulos cada. Após exibição dos 20 eles eram repetidos antes da exibição dos novos, isso acontece antes da segunda parte (episódios 21 a 40) e antes da terceira parte (episódios 41 a 60), assim o último capítulo da novela foi exibido na sexta 29 de novembro de 2019.

## Sinopse
A série narra a história de Gabo Moreti, um adolescente de dezesseis anos que mora com sua avó Amélia, num vilarejo chamado Álamo Seco. A grande paixão de Gabo é o futebol. Sua grande habilidade futebolística não passa despercebida por Francisco, treinador da equipe de futebol da renomada escola esportiva IAD (Instituto Acadêmico Esportivo), que resolve dar ao garoto uma bolsa de estudos. Gabo começa a sua aventura com uma viagem a Buenos Aires, para morar na república da escola. Seu sonho é virar um grande jogador, porém, o que ele não sabe é que, durante esse percurso, o destino fará com que ele também descubra os segredos de sua família. Onze é uma série sobre formação e desenvolvimento esportivo, onde o futebol, a força de vontade e a ânsia de superação são elementos indispensáveis que forjam o crescimento desses jogadores que, indefectivelmente, deverão transformar-se numa equipe para alcançar seus sonhos.

## Produção
A produção começou em 29 de maio de 2016. Tem o roteiro de Javier Castro Albano e Marcos Osório Vidal e o diretor Sebastián Pivotto. É uma produção original da Pol-Ka Productions feita em colaboração com o Disney Channel Latin America. A produção está a cargo da Pegsa, com a colaboração da Non Stop e sua estréia foi em 13 de março de 2017 em toda a América Latina. A primeira temporada teve 80 episódios divididos em duas partes de 40 episódios cada, assim como a sua segunda temporada, na qual teve sua estreia no dia 30 de abril de 2018 em toda América Latina. Em 15 de julho de 2019, estreiou a 3ª temporada com 60 episódios dividida em três partes de 20 episódios. 

## Elenco
| Ator                | Personagem                    | Temporadas | Temporadas   | Temporadas   |
| Ator                | Personagem                    | 1.ª        | 2.ª          | 3.ª          |
| ------------------- | ----------------------------- | ---------- | ------------ | ------------ |
| Mariano González    | Gabriel "Gabo" Guevara Moreti | Principal  | Principal    | Principal    |
| Sebastián athie     | Lorenzo Guevara               | Principal  | Principal    | Principal    |
| Juan David Penagos  | Ricardo "Rick" Flores         | Principal  | Principal    | Principal    |
| Luan Brum           | Andre "Dede" Duarte           | Principal  | Principal    | Principal    |
| Paulina Vetrano     | Zoe Velazquez                 | Principal  | Principal    | Principal    |
| Renato Quattordio   | Apolodoros "14" Nikotatópulos | Principal  | Principal    | Participação |
| Javier Eloy Bonanno | Joaquín Costa                 | Principal  | Principal    | Principal    |
| Agustina Palma      | Martina Markinson             | Principal  | Principal    | Ausente      |
| Fausto Bengoechea   | Adrián Roca                   | Principal  | Principal    | Ausente      |
| Tomás Blanco        | Valentino Toledo              | Principal  | Principal    | Ausente      |
| Lucas Minuzzi       | Pablo Espiga                  | Principal  | Principal    | Principal    |
| Paulo Sánchez Lima  | Mariano Galo                  | Principal  | Principal    | Ausente      |
| Federico Gurruchaga | Lucas Quintana                | Principal  | Principal    | Participação |
| Juan Cabrera        | Daniel Gratzia                | Principal  | Principal    | Recorrente   |
| Juan Herrera        | Leonardo "Leo" Palacios       | Principal  | Participação | Principal    |
| Santiago Luna       | Rafael "Rafa" Fierro          | Principal  | Ausente      | Principal    |
| Juan De Dios Ortiz  | Diego Guevara                 | Principal  | Principal    | Participação |
| Verónica Pelaccini  | Isabel Di Marco               | Principal  | Principal    | Recorrente   |
| Santiago Stieben    | Vitto Voltaglio               | Principal  | Principal    | Principal    |
| Nicolás Pauls       | Francisco Velázquez           | Principal  | Principal    | Principal    |
| Pablo Gershanik     | Amadeo Carrillo               | Principal  | Principal    | Recorrente   |
| Guido Pennelli      | Ezequiel Correa               | Recorrente | Principal    | Principal    |
| Daniel Patiño       | Martín Mejía                  | Ausente    | Principal    | Principal    |
| Candelaria Grau     | Celeste Brisuela              | Recorrente | Principal    | Principal    |
| Ian Lucas           | Manuel Gauna                  | Ausente    | Participação | Principal    |
| Joaquín Ochoa       | Arturo Garrido                | Ausente    | Ausente      | Principal    |
| Nicolás Lorenzón    | Tristán                       | Ausente    | Ausente      | Principal    |
| Karim Hendi         | Lautaro                       | Ausente    | Ausente      | Principal    |
| Tomy Díaz           | Alfa                          | Ausente    | Ausente      | Principal    |
| Gaby del Castillo   | Ulisses Zabaleta              | Ausente    | Ausente      | Principal    |
| Paula Cancio        | Laura Domenek                 | Ausente    | Ausente      | Principal    |
| Rey Morett          | Jefferson "Jeff"              | Ausente    | Ausente      | Principal    |
| Bianca Zero         | Delfina Soto                  | Ausente    | Ausente      | Principal    |
| Julia Tozzi         | Natália de Acosta             | Ausente    | Ausente      | Principal    |

| Recorrentes e participações | Recorrentes e participações | Recorrentes e participações | Recorrentes e participações | Recorrentes e participações |
| Ator                        | Personagem                  | Temporadas                  | Temporadas                  | Temporadas                  |
| Ator                        | Personagem                  | 1.ª                         | 2.ª                         | 3.ª                         |
| --------------------------- | --------------------------- | --------------------------- | --------------------------- | --------------------------- |
| Sebastián Muñíz             | Carlos "El Pulpo"           | Recorrente                  | Recorrente                  | Ausente                     |
| Alfredo Castellani          | Florencio / Franco Pellozzi | Recorrente                  | Recorrente                  | Recorrente                  |
| Christian Sancho            | Félix Jiménez               | Recorrente                  | Recorrente                  | Ausente                     |
| Giampaolo Sama              | Giovanni Malaffacce         | Recorrente                  | Recorrente                  | Ausente                     |
| Beatriz Dellacasa           | Amelia Moreti               | Recorrente                  | Recorrente                  | Recorrente                  |
| Julián Cerati               | Felipe Aragón               | Recorrente                  | Recorrente                  | Recorrente                  |
| Mariano Zabalza             | Camilo Montero              | Recorrente                  | Recorrente                  | Ausente                     |
| Agostina Fabrizio           | Silvia                      | Recorrente                  | Recorrente                  | Ausente                     |
| Lucía Gambandé              | Magaly "Maga"               | Recorrente                  | Recorrente                  | Ausente                     |
| María Jesús Rentería        | Fernanda                    | Recorrente                  | Recorrente                  | Ausente                     |
| Camila Sassi                | Micaela                     | Recorrente                  | Recorrente                  | Ausente                     |
| José Giménez Zapiola        | Alejandro Vidal Golormi     | Recorrente                  | Recorrente                  | Ausente                     |
| Gonzalo Dubourg             | Ciro D'Alessios             | Recorrente                  | Recorrente                  | Ausente                     |
| Soledad Comasco             | Julia                       | Recorrente                  | Participação                | Ausente                     |
| Alfredo Allende             | Professor Wilson            | Recorrente                  | Participação                | Ausente                     |
| Rodrigo Bianco              | Ernesto Bruno               | Recorrente                  | Ausente                     | Ausente                     |
| Fabio Aste                  | Miguel Fierro               | Recorrente                  | Ausente                     | Ausente                     |
| Sandra Criolani             | Prof. Griselda              | Participação                | Recorrente                  | Ausente                     |
| Marcela Jove                | Prof. Oliva                 | Participação                | Recorrente                  | Ausente                     |
| Luciano Andrada             | Julián Vidal                | Participação                | Recorrente                  | Ausente                     |
| Víctor Dana                 | José Fierro                 | Participação                | Ausente                     | Ausente                     |
| Fernando Dabove             | Facundo Gutiérrez           | Participação                | Ausente                     | Ausente                     |
| Pablo Stecco                | Ele mesmo                   | Participação                | Ausente                     | Ausente                     |
| Pedro Malespina             | Ele mesmo                   | Participação                | Ausente                     | Ausente                     |
| Alejandro Vitello           | Guillermo Suárez            | Participação                | Ausente                     | Ausente                     |
| Sergio Vitello              | Gustavo Suárez              | Participação                | Ausente                     | Ausente                     |
| Santiago Sánchez Avalos     | Ele mesmo                   | Participação                | Ausente                     | Ausente                     |
| Fernando Palomo             | Ele mesmo                   | Participação                | Participação                | Ausente                     |
| Pablo Ferreira              | Ele mesmo                   | Participação                | Ausente                     | Ausente                     |
| Gabriel Gallichio           | Rayo García                 | Participação                | Ausente                     | Ausente                     |
| Juan Ciancio                | Franco                      | Ausente                     | Recorrente                  | Ausente                     |
| Elis García                 | Abril                       | Ausente                     | Recorrente                  | Ausente                     |
| Bruno Heder                 | Antonio "Tony"              | Ausente                     | Recorrente                  | Participação                |
| Mariana Seligmann           | Alejandra "Álex" Vidal      | Ausente                     | Recorrente                  | Ausente                     |
| Julia Dovganishina          | Ana Safonova                | Ausente                     | Recorrente                  | Participação                |
| Vadim Abramenko             | Dimitri Safonovo            | Ausente                     | Recorrente                  | Ausente                     |
| Juanma Muniagurria          | Frederico García            | Ausente                     | Ausente                     | Recorrente                  |
| Dany Martins                | Alan                        | Ausente                     | Ausente                     | Recorrente                  |
| Camila Rabinovich           | Lara                        | Ausente                     | Ausente                     | Recorrente                  |
| Luli Jota                   | Pia                         | Ausente                     | Ausente                     | Recorrente                  |
| Marcos Cartoy Díaz          | Ramiro                      | Ausente                     | Ausente                     | Recorrente                  |
| Giuliano Montepaone         | Tobías                      | Ausente                     | Ausente                     | Recorrente                  |
| Brian Haupt                 | Fernando                    | Ausente                     | Ausente                     | Recorrente                  |
| Nicolás Cucaro              | Matías                      | Ausente                     | Ausente                     | Recorrente                  |
| Julián Flaiszman            | Gastón                      | Ausente                     | Ausente                     | Recorrente                  |
| Gonzalo Gravano             | Federico Zúñiga             | Ausente                     | Participação                | Ausente                     |
| Fran MG                     | Ele mesmo                   | Ausente                     | Participação                | Ausente                     |
| Pedro Rezende               | Ele mesmo                   | Ausente                     | Participação                | Ausente                     |
| Michael Ronda               | Simón Álvarez               | Ausente                     | Participação                | Ausente                     |
| Javier Zanetti              | Ele mesmo                   | Ausente                     | Participação                | Ausente                     |

### Elenco Principal
- Mariano González como Gabo Moreti

É sensível e de bom coração. Honesto e generoso, ele gosta de trabalhar em equipe, porém, às vezes se exige demais a si mesmo para poder render ao máximo. Gabo é um apaixonado pelo futebol e não admite outra forma de jogar que não seja com jogo limpo absoluto, tanto dentro como fora da quadra. É muito habilidoso com a bola. Sua posição é a de armador e seu número de camiseta é o dez. Tem um grande magnetismo e carisma inatos, que o transformam sempre no centro da cena. Passou sua infância junto com sua avó e amigos na pitoresca vila de Álamo Seco. Até que um dia, graças à sua paixão e destreza, recebeu a proposta de uma bolsa de estudos para jogar nos Falcões Dourados, o time de futebol juvenil do prestigioso Instituto Atlético Esportivo (IAD). Ele descobre que o seu pai foi jogador do IAD.
- Sebastián Athié como Lorenzo Guevara

É um jovem muito charmoso e elegante. Sempre está prestando muita atenção ao visual. É o melhor jogador de futebol do IAD e, como atacante central dos Falcões Dourados, é um goleador letal e implacável. Lorenzo sempre procura a aprovação de seu pai, ex-jogador de futebol e atual Diretor Esportivo do IAD. É narcisista, egocêntrico e vaidoso. Está convencido de que seu destino é ser uma estrela do futebol profissional e não tem limites morais para atingi-lo. Lorenzo acredita que ninguém poderá tirar a sua liderança nos Falcões, até a chegada do Gabo para somar-se ao time... Na 2° parte da 1° temporada, Lorenzo descobre que o Gabo é o seu irmão e tenta esconder a verdade. Mas ele acaba criando um sentimento fraterno por ele, levando-o mais tarde a revelar a verdade a ele.
- Juan David Penagos como Ricardo "Ricky" Flores

É aluno da quarta série do ensino médio e chegou do México para estudar no IAD. É atacante pela direita dos Falcões Dourados. É muito rápido e tem habilidade para desbordar, porém, lhe falta um pouco de destreza para definir. É hiperativo e não tem paciência para as demoras. Junto com Dedé, é um dos amigos mais próximos do Gabo no instituto.
- Luan Brum como André "Dedé" Duarte Dedé deixou o Brasil quando ganhou uma bolsa de estudos para estudar no IAD. Nos Falcões, é um zagueiro central aguerrido e voluntarioso. Junto com o Ricky, são os melhores amigos do Gabo no instituto. Dedé acredita firmemente no poder das cabalas, por isso, se resiste a lavar suas meias da sorte. Divertido em qualquer circunstancia, o Dedé tem a tendência de tomar tudo de brincadeira, ainda nos momentos que exigem maior seriedade.
- Santiago Luna como Rafa Fierro  É o segundo goleiro dos Falcões. Nervoso, preocupado e inseguro, Rafa sempre teme as piores catástrofes. Mas com o tempo, torna-se mais confiante, chegando a ser titular ao substituir o Valentino.
- Federico Gurruchaga como Lucas Quintana Junto com o Camilo, é seguidor de Lorenzo. Zagueiro nos Falcões, ele é muito rústico, tanto dentro como fora da quadra. O Lucas é um aluno medíocre e não tem pensamento próprio, contudo, está convencido de que as garotas não podem resistir seus encantos.
- Mariano Zabalz como Camilo Montero Meio-campista nos Falcões Dourados, é um dos sequazes do Lorenzo e está acostumado a fazer o trabalho sujo. Seu jogo é inteligente e eficaz. Camilo é hábil com a tecnologia e evidencia seu fanatismo por ela tanto na sua linguagem como na forma de entender o mundo. É expulso do IAD após Lorenzo o deletar para a Isabel, e então ele entra para os "Tubarões", jurando vingança contra o Lorenzo e todos os jogadores.
- Tomás Blanco como Valentino Toledo Maduro

Equilibrado, bom aluno e muito responsável, o Valentino tem uma visão adulta da vida e das circunstâncias. Dos Falcões da quinta série, ele é o único que não segue o Lorenzo. Detesta as rivalidades internas e não participa de qualquer dos grupos que dividem os Falcões. Se machuca feio e fica um tempo sem jogar nos Falcões, mas após isso se recupera e disputa o lugar de goleiro com o Rafa.
- Renato Quattordio como Apolodoro Nikotatópulos "Quatorze" Eterno substituto dos Falcões, todos o apelidam de “Quatorze” porque o número da sua camiseta é bem mais fácil do que pronunciar seu nome e sobrenome. Não é um aluno muito bom, porém, parece que não se preocupa muito com isso e suas participações na sala de aula costumam divertir seus amigos. “Quatorze” é considerado por todos como um bom amigo e é por isso que é muito querido. É o câmera do Joaquim e apaixonado pela Celeste.
- Fausto Bengoechea como Adrián Roca Desvela-se por ter a aprovação constante do Lorenzo e o admira mais do que a ninguém. É um bajulador nato e quer fazer parte do grupo de alunos da quinta série que o Lorenzo lidera. Por isso, quando lhe pedem, não duvida em fazer de “espião”.
- Javier Eloy Bonanno como Joaquín Costa Joaquín é uma enciclopédia livre do futebol. É apaixonado pelo esporte e conhece sua história como ninguém. É tímido, Um pouco atrapalhado e tem pouca destreza física. Apesar de que seu maior desejo seja ser um jogador, aos poucos, irá descobrindo que tem talento para outra atividade ligada ao futebol. É jornalista do Joacos Esporte e já de meteu em várias roubadas.

## Videoclipes
| Música               | Intérprete(s)                                                    | Lançamento             |
| -------------------- | ---------------------------------------------------------------- | ---------------------- |
| Juega Con El Corazón | • Sebastián Athié • Paulina Vetrano • Daniel Patiño              | 29 de março de 2018    |
| Atrápame Si Puedes   | • Paulina Vetrano • Agustina Palma • Luan Brum • Sebastián Athié | 06 de setembro de 2018 |

## Episódios
| Temporada | Temporada | Episódios | Episódios | Exibição na América Latina | Exibição na América Latina | Exibição no Brasil    | Exibição no Brasil     | Exibição em Portugal    | Exibição em Portugal    |
| Temporada | Temporada | Episódios | Episódios | Estreia                    | Final                      | Estreia               | Final                  | Estreia                 | Final                   |
| --------- | --------- | --------- | --------- | -------------------------- | -------------------------- | --------------------- | ---------------------- | ----------------------- | ----------------------- |
|           | 1         | 80        | 40        | 13 de março de 2017        | 5 de maio de 2017          | 13 de março de 2017   | 5 de maio de 2017      | 4 de junho de 2018      | 27 de julho de 2018     |
|           | 1         | 80        | 40        | 3 de julho de 2017         | 25 de agosto de 2017       | 3 de julho de 2017    | 25 de agosto de 2017   | 24 de setembro de 2018  | 16 de novembro de 2018  |
|           | 2         | 80        | 40        | 30 de abril de 2018        | 22 de junho de 2018        | 30 de abril de 2018   | 22 de junho de 2018    | 8 de abril de 2019      | 31 de maio de 2019      |
|           | 2         | 80        | 40        | 20 de agosto de 2018       | 12 de outubro de 2018      | 20 de agosto de 2018  | 12 de outubro de 2018  | 12 de agosto de 2019    | 17 de outubro de 2019   |
|           | 3         | 60        | 20        | 15 de julho de 2019        | 9 de agosto de 2019        | 15 de julho de 2019   | 9 de agosto de 2019    | 20 de janeiro de 2020   | 20 de fevereiro de 2020 |
|           | 3         | 60        | 20        | 9 de setembro de 2019      | 4 de outubro de 2019       | 9 de setembro de 2019 | 4 de outubro de 2019   | 24 de fevereiro de 2020 | 26 de março de 2020     |
|           | 3         | 60        | 20        | 4 de novembro de 2019      | 29 de novembro de 2019     | 4 de novembro de 2019 | 29 de novembro de 2019 | 30 de março de 2020     | 6 de janeiro de 2021    |

## Estreias internacionais

### Temporada 1

#### No Disney Channel
| País | Canal                           | Estréia                 | Final                  | Título                  | Ref.  |
| --- | ------------------------------- | ----------------------- | ---------------------- | ----------------------- | ----- |
| Argentina · Bolívia · Chile · Colômbia · Cuba · Costa Rica · Equador · El Salvador · Guatemala · Honduras · Nicarágua · México · Panamá · Paraguai · Peru · República Dominicana · Uruguai · Venezuela | Disney XD América Latina        | 13 de março de 2017     | 25 de agosto de 2017   | O11CE                   | [ 5 ] |
| Argentina · Bolívia · Chile · Colômbia · Cuba · Costa Rica · Equador · El Salvador · Guatemala · Honduras · Nicarágua · México · Panamá · Paraguai · Peru · República Dominicana · Uruguai · Venezuela | Disney Channel América Latina   | 11 de setembro de 2017  | 29 de dezembro de 2017 | O11CE                   | [ 5 ] |
| Brasil | Disney Channel Brasil           | 11 de setembro de 2017  | 29 de dezembro de 2017 | O11ZE                   | [ 6 ] |
| Brasil | Disney XD (Brasil)              | 13 de março de 2017     | 25 de agosto de 2017   | O11ZE                   | [ 6 ] |
| Itália | Disney XD Itália                | 20 de março de 2017     | 8 de março de 2019     | O11CE – Undici campioni | [ 7 ] |
| Itália | Disney Channel Itália           | 27 de março de 2017     | 8 de março de 2019     | O11CE – Undici campioni | [ 7 ] |
| África do Sul | Disney XD África do Sul         | 15 de maio de 2017      | 29 de setembro de 2017 | 11                      |       |
| Polónia | Disney XD Polônia               | 15 de maio de 2017      | 29 de setembro de 2017 | Jedenastka              |       |
| Polónia | Disney Channel Polônia          | 3 de julho de 2017      | 20 de outubro de 2017  | Jedenastka              |       |
| Alemanha · Áustria · Liechtenstein · Suíça | Disney XD Alemanha              | 19 de junho de 2017     | 10 de janeiro de 2018  | Once                    | [ 8 ] |
| Hungria | Disney Channel Hungría          | 19 de junho de 2017     | 1 de dezembro de 2017  | 11                      |       |
| Bulgária | Disney Channel Bulgária         | 19 de junho de 2017     | 1 de dezembro de 2017  | 11                      |       |
| Roménia | Disney Channel România          | 19 de junho de 2017     | 27 de outubro de 2017  | Unsprezece              |       |
| Eslováquia · Chéquia | Disney Channel República Tcheca | 19 de junho de 2017     | 1 de dezembro de 2017  | Jedenáctka              |       |
| Bélgica | Disney Channel Bélgica          | 4 de setembro de 2017   | 22 de dezembro de 2017 | 11                      |       |
| França | Disney XD França                | 4 de setembro de 2017   | 22 de dezembro de 2017 | 11                      |       |
| França | Disney Channel França           | 10 de julho de 2018     | 31 de agosto de 2018   | 11                      |       |
| Turquia | Disney Channel Turquia          | 22 de janeiro de 2018   | 11 de maio de 2018     | İlk 11                  |       |
| Espanha | Disney Channel Espanha          | 11 de setembro de 2017  | 29 de dezembro de 2017 | O11CE                   | [ 9 ] |
| Espanha | Disney XD Espanha               | 12 de fevereiro de 2018 | 1 de junho de 2018     | O11CE                   | [ 9 ] |
| Irlanda · Reino Unido | Disney Channel UK & Ireland     | 4 de junho de 2018      | 24 de agosto de 2018   | Disney 11               |       |

#### Em Outras Emissoras
| País                | Canal  | Estréia                 | Final               | Título | Ref. |
| ------------------- | ------ | ----------------------- | ------------------- | ------ | ---- |
| Brasil              | SBT    | 26 de junho de 2017     | 20 de abril de 2018 | O11ZE  |      |
| Portugal            | SIC K  | 1 de junho de 2018      | Ainda Transmitindo  | ONZE   |      |
| Angola · Moçambique | Txillo | 21 de fevereiro de 2020 | ASA                 | ON11ZE |      |